# Alina Bercu
Alina Elena Bercu (* 9. Februar 1990 in Câmpina, Prahova, Rumänien) ist eine rumänische klassische Pianistin.

## Ausbildung
Alina Bercu begann ihren ersten Klavierunterricht im Alter von sieben Jahren an der Musikschule in ihrer Heimatstadt bei Magdalena Toma. 1999 zog ihre Familie mit ihr nach Brașov (Siebenbürgen), damit sie bei Stela Drăgulin an der Fakultät für Musik der Universität Transilvania Brașov Klavier studieren konnte. Mit 16 bestand sie die Aufnahmeprüfung an der Hochschule für Musik Franz Liszt Weimar, wo sie bei Grigory Gruzman studierte. Parallel dazu besuchte sie Kurse in Sozialwissenschaften am Gymnasium Andrei Șaguna in Brașov. 2011 nahm sie ihr Masterstudium an der Hochschule für Musik Nürnberg bei Wolfgang Manz auf. 2012 begann sie außerdem ein Kammermusikstudium bei Michael Sanderling und Angelika Merkle an der Hochschule für Musik und Darstellende Kunst Frankfurt am Main.
Sie besuchte Meisterkurse bei Lory Wallfisch (Sommerakademie in Braşov im Juli 2000), Rudolf Buchbinder (Juli 2005 in Zürich), Leslie Howard (März 2007 in Weimar) und Karl-Heinz Kämmerling (Internationale Sommerakademie Mozarteum im August 2010 in Salzburg), weiter auch bei Robert D. Levin, Andras Schiff, Werner Bärtschi, Menahem Pressler, Ana Chumachenco und Wen-Sinn Yang.

## Laufbahn
Alina Bercu gab schon mit neun ihr erstes Konzert mit einem Orchester und trat bald auf renommierten Bühnen in Europa, Amerika und Asien auf, darunter im Athenäum und im Mihail Jora Studio der Radio Broadcast Hall in Bukarest, in der Tonhalle Düsseldorf, dem Teo Otto Theater in Remscheid, dem Prinzregententheater in München, der Musikhalle Hamburg, dem Auditorium in Rom, der Tonhalle Zürich, der Carnegie Hall und dem Théâtre de Vevey. Bercu hat mehr als 200 Konzerte mit bekannten Orchestern wie den Wiener Philharmonikern, dem Orchestre de Chambre de Lausanne, dem Mozart Orchester Hamburg, dem Limburgs Symfonie Orkest, der Gulf Coast Symphony, Mississippi, dem Musikkollegium Winterthur, den Bremer Philharmonikern und der Orchestergesellschaft Zürich. Sie spielte dabei unter Dirigenten wie Paolo Arrivabeni, Robert Stehli, Romely Pfund, Sergiu Comissiona und Cristian Mandeal.
Alina Bercu spielte in mehreren Wohltätigkeitskonzerten, so 2008 in Roermond beim „Concerto for Alexandra“ (ein Projekt, das von der niederländischen Stiftung „Herz für Rumänien“ unterstützt wird, um Mittel für den Bau einer speziellen Schule für blinde Kinder in Sibiu zu sammeln), 2004 und 2007 in der Schweiz (für eine rumänische Musikschule in Hărman/Brașov, organisiert von Rotary International), 2002 (Einweihung des Hospiz-medizinischen Betreuungszentrums) und 2003 in Brașov (Spendensammlung für den Bau einer modernen chirurgischen Abteilung im Kinderkrankenhaus von Brașov, organisiert von Rotary International), 2005 im „Weihnachtskonzert“ (Altersheim in Brașov), 2001 in Indonesien (drei Konzerte für die Finanzierung eines Rehabilitationsprogramms für körperlich behinderte Kinder) und 2000 in Deutschland (für Krankenhäuser und Altersheime in Wuppertal, Essen und Bochum).
Als Kammermusikerin tritt sie mit dem rumänischen Violinisten Dragos Manza als Duo Enescu und mit der Violinistin Irina Grünwald und dem Pianisten Grigory Gruzman als Trialogue Musical auf, mit Gruzman auch mit Klavierstücken zu vier Händen.

## Auszeichnungen
- 2017: Finalistin der Van Cliburn International Piano Competition[5]
- 2013: Kammermusikpreis der Polytechnischen Gesellschaft zusammen mit dem Violinisten Dragos Manza[6]
- 2011: Dritter Preis zusammen mit dem Violinisten Dragos Manza im Ensemble Duo Enescu, Spezialpreis und Young Award, 12. Internationaler Wettbewerb für Kammermusikensembles Premio Trio di Trieste, in Triest[7]
- 2009: „Golden Label“ (Benelux) und „Clé d’or“ (Frankreich) für ihre Debüt-CD mit Ilian Garnetz (Violine)
- 2007: Finalistin, Internationaler Clara-Haskil-Klavierwettbewerb in Vevey[8]
- 2007: Dritter Preis, 17. International Piano Competition A.M.A. Calabria in Lamezia Terme
- 2006: Preisträgerin, 13. Ausgabe der Eurovision Young Musicians Competition (EYM) in Wien[9]
- 2006: Erster Preis und Auszeichnung „Große Gewinnerin“, die zur Vertretung Rumäniens bei der EYM berechtigt, nationale Austragung der EYM in Bukarest
- 2006: Sonderpreis In memoriam Iosif Sava von Radio Romania Cultural
- 2004: Erster Preis Kategorien Solo und Konzert, Goldmedaille und Auszeichnung „Grand Prize Winner“, World Piano Competition in Cincinnati
- 2004: Preis Kategorie „Künstlerische Darbietungen“ von der Rumänischen Rundfunkgesellschaft in Bukarest
- 2004: Sonderpreis „Für die Förderung Rumäniens durch Kultur“ des Außenministeriums in Bukarest
- 2003: Auszeichnung „Junge Künstlerin des Jahres“ der Zeitschrift Monitorul Expres in Brașov
- 2002: Erster Preis und Publikumspreis, Steinway-Klavierspiel-Wettbewerb für Kinder und Jugendliche in Hamburg